# Au pair
Au pair este un termen francez care înseamnă "egal cu", și descrie o persoană tânără care locuiește în condiții de egalitate cu o familie dintr-o țară străină. Au pair-ul ajută familia la îngrijirea copiilor și/sau treburi domestice în timpul șederii sale cu familia; în general primește o alocație bănească rezonabilă (sau bani de buzunar).
Un Au Pair, de regulă o fată, uneori băiat, este acceptat în familia gazdă ca un membru al familiei. Ambele părți - și au pair-ul și familia - trebuie să respecte diferențele culturale și să arate toleranță unul față de celălalt.

## Plasament
Un plasament Au Pair este un aranjament prin care o persoană necăsătorită, cu vârsta între 17 și 30 de ani, locuiește până la doi ani într-o țară străină, ca membru al unei familii locale, ajutând în casă un anumit număr de ore pe zi, cel mai adesea având două zile libere pe săptămână. În schimb, primește o alocație rezonabilă și o cameră proprie. În Marea Britanie, alocația actuală recomandată este de 65 lire sterline pe săptămână.
Consiliul Europei recomandă ca fiecare au pair să aibă un contract încheiat cu familia.

## Tratament
Un Au Pair este tratat ca membru egal al familiei, nu ca îngrijitor sau servitor, nici nu este obligat să poarte o uniformă. Pot exista neînțelegeri de ambele părți în ceea ce înseamnă aceasta. Practica curentă este ca au pair-ul să mănânce cu familia în majoritatea timpului și să ia parte la activitățile familiei, ca de exemplu plimbări sau călătorii. Totuși, familiile-gazdă se așteaptă să aibă timp privat, pentru ei, mai ales seara. În acest timp, au pair-ul se poate retrage în camera sa sau poate ieși în oraș cu prietenii (de exemplu, cei de la cursul de limbă străină).

## Legislație
Actul care reglementează acest program este "European Agreement On Au-Pair Placement" și a fost semnat la Strasbourg, la 24 noiembrie 1969, și ratificat la 30 mai 1971.